# Paul Veyne
Paul-Marie Veyne (Aix-en-Provence, 13 giugno 1930 – Bédoin, 29 settembre 2022) è stato uno storico francese, specialista della Roma antica.
Già allievo dell'École normale supérieure e membro dell'École française di Roma dal 1955 al 1957, fu professore del Collège de France a Parigi, dove insegnò dal 1975 al 1998 e di cui, dal 1999, fu professore onorario.

## Biografia
Nato in un ambiente popolare che egli stesso definì "incolto", si appassionò all'archeologia e alla storia all'età di 8 anni, quando scoprì l'estremità di un'anfora in un sito archeologico celtico nei pressi di Cavaillon. Poiché nell'ambiente dove crebbe la civiltà romana era la più conosciuta, fu a quella che egli si interessò in particolare. Iniziò i suoi studi al Liceo Thiers di Marsiglia e, ancora giovane, frequentò assiduamente l'esposizione dei reperti romani del museo archeologico di Nîmes, dove fu notato dal conservatore, che lo prese sotto la sua protezione. Veyne affermava di non essere specificatamente interessato alla civiltà greco-romana per una particolare ammirazione o per motivi riconducibili ad una forma di umanesimo, ma solo casualmente, per quella scoperta fatta da ragazzo. In una intervista al periodico Lexnews del 22 dicembre 2007, egli disse infatti:
«... si può passare la vita ad occuparsi di qualcosa senza che essa abbia per noi un valore particolare. È curioso! La pittura [ad esempio] è assai più presente in me che non la Storia Romana.»
Giunto a Parigi per entrare nelle Classi preparatorie all'École normale supérieure del settore letterario, confessò di aver provato una forte impressione dinanzi al bassorilievo che ricorda la liberazione della città, posto all'inizio del Boulevard Saint-Michel. Poco dopo si iscrisse al Partito Comunista Francese, che abbandonerà quattro anni più tardi senza mai aver avuto un'autentica convinzione politica. Per contro, il modo riprovevole con cui i coloni francesi trattavano gli algerini in Algeria lo scosse quanto le atrocità del nazismo. Fu questo, per Veyne, un altro colpo, ma, ancora una volta, egli lo subì non sul piano sociale, bensì su quello morale. Laureatosi alla Scuola normale di Parigi nel 1955, Veyne iniziò la sua attività di storico e di archeologo dell'Età romana antica.
Nel 1975, grazie all'appoggio di Raymond Aron (il cui erede culturale, Pierre Bourdieu, lo aveva lasciato), Veyne fu eletto docente al Collège de France. Aron, infatti, vedeva in lui il continuatore della sua opera; tuttavia, in seguito ad un episodio si ricredette: Veyne, nella sua "Lezione inaugurale", dimenticò di citare Aron e questi non glielo perdonò mai.
«Per Aron questo fu uno shock terribile, il segno della mia ingratitudine. E da quel giorno, pur dopo avermi fatto eleggere, iniziò a perseguitarmi.»
Insegnò come titolare della cattedra di Storia romana sino al 1998. Si stabilì poi nel paese di Bédoin, ai piedi del Mont Ventoux. Rimase in Provenza anche dopo la morte della seconda moglie, la dottoressa Estelle Blanc, avvenuta nel 2010.
Paul Veyne viveva a Bédoin, nel Vaucluse;  si sposò tre volte come "Cicerone, Cesare e Ovidio" ironizzava e si è spento nel 2022, a 92 anni, dopo aver perso l'unico figlio, Damien, morto suicida. Era affetto da leontiasi.

## L'opera e il pensiero
Paul Veyne pubblicò opere nelle quali, attraverso una nuova riscrittura della Storia, mescolava l'erudizione con i termini colti, e i valori niciani con una approssimazione al tema che egli attingeva dal pensiero di Michel Foucault. Veyne rivendicava anche un'influenza dei sociologi Max Weber e Georg Simmel, dello storico Henri-Irénée Marrou e infine dei lavori giovanili di Raymond Aron sulla "filosofia critica della Storia". Maturò altresì un'ampia riflessione sull'importanza della vittoria del cristianesimo sull'Impero Romano, tema che costituì l'oggetto di uno dei suoi ultimi lavori, comparso nel 2007: Quando il nostro mondo è diventato cristiano. (312 - 384).
Scrisse inoltre uno studio sulla persona e l'opera di René Char, frutto di una lunga ed autentica passione durata più di quarant'anni: "René Char en ses poèmes" (Ediz. Gallimard, 1990), così come un saggio su Michel Foucault (Ediz. Albin-Michel, 2008).
Ma la sua opera più conosciuta dal grande pubblico resta I Greci credevano ai loro miti? Saggio sull'immaginazione costituente. Nel 2012 si cimentò in una traduzione dell'Eneide. Assieme a Georges Duby e Philippe Ariès contribuì a redigere l'opera La Vita privata, nello specifico il primo volume con il saggio "L'Impero romano".

## Giudizi di apprezzamento
«...un po' più tardi ho avuto la più grande esperienza intellettuale della mia vita leggendo l'affascinante libro di Paul Veyne "Il pane e il circo".»
- Jon Elster.
«...Vi sono due grandi categorie di scettici: quelli che non credono a niente per pigrizia, per stanchezza, per mollezza, le persone cioè che si "distaccano" e si disinteressano totalmente di tutto. E quelli invece che credono solo a ciò che hanno capito, esperito, provato e verificato. Veyne appartiene certamente a questa seconda razza, quella buona.»
- Claude Roy.
«...Paul Veyne mi ha costantemente aiutato nel corso di questi anni. Egli, da vero storico, sa cos'è la ricerca del vero. Ma conosce anche il labirinto nel quale si entra quando si vuol fare la storia con il gioco vero-falso. Veyne fa parte di coloro (assai rari oggidì) che accettano di affrontare il pericolo che reca con sé, per ogni pensiero, la questione della storia della verità. La sua influenza su queste mie pagine sarebbe assai difficile da circoscrivere»
- Michel Foucault (a proposito delle modifiche introdotte fra il 1976 e il 1984 nella serie delle ricerche sulla "Storia della sessualità")

## Riconoscimenti
- 1972: Primo della Académie française.
- 2006: Premio Chateaubriand per L'Empire gréco-romain.
- 2007: Premio del Senato francese per il libro di storia[10].
- 2007: Grand prix Gobert.
- 2009: Premio Roger Caillois per il saggio[11].
- 2014: Prix Femina.
- 2017: Premio della Biblioteca nazionale di Francia.
- 2021: Medaglia del Senato francese.

## Opere

### Saggi
- Come si scrive la storia. Saggio di epistemologia (Comment on écrit l'histoire : essai d'épistémologie, 1970), Roma-Bari, Laterza, 1973.
- Il pane e il circo: sociologia storica e pluralismo politico (Le Pain et le Cirque : sociologie historique d'un pluralisme politique, 1976), traduzione di Sanfelice Di Monteforte, a cura di Alessandro Dal Lago, Collana Le occasioni, Bologna, Il Mulino, 1984, ISBN 978-88-15-00581-6. - Nuova introduzione, Collezione di Testi e di Studi, Il Mulino, 2013, ISBN 978-88-15-24539-7.
- L'Inventaire des différences : leçon inaugurale au Collège de France, Seuil, Parigi 1976.
- La poesia, l'amor, l'Occidente. L'elegia erotica romana (L'Élégie érotique romaine : l'amour, la poésie et l'Occident, 1983), traduzione di L. Xella, Collana Intersezioni, Bologna, Il Mulino, 1985, ISBN 978-88-15-00933-3.
- I Greci hanno creduto ai loro miti? (Les Grecs ont-ils cru à leurs mythes ? Essai sur l'imagination constituante, 1983), traduzione di C. Nasalli Rocca, Collana Intersezioni, Bologna, Il Mulino, 1984, ISBN 978-88-15-00530-4.
- René Char en ses poèmes, Gallimard, Parigi, 1990.
- La società romana (La Société romaine, 1991), traduzione di M. Garin, Collana Storia e Società, Roma-Bari, Laterza, 1990, ISBN 978-88-420-3539-8.
- La vita privata nell'impero romano, traduzione di M. Garin, Roma-Bari, Laterza, 1992. - Collana Oscar Saggi, Milano, Mondadori, 1994, ISBN 978-88-043-8203-4.
- Humanitas: romani e no, trad. di Francesco Maiello, Roma-Bari, Laterza, 1993. [tratto da L'uomo romano, a cura di Andrea Giardina, Laterza, 1993]
- Il quotidiano e l'interessante. Conversazioni con Catherine Darbo Peschanski (Le Quotidien et l'Intéressant : entretiens avec Catherine Darbo-Peschanski, 1995), traduzione di M. Jozzi, Collana Biblioteca di Storia, Firenze, La Nuova Italia, 1998, ISBN 978-88-221-3021-1.
- Michel Foucault. La storia, il nichilismo e la morale, traduzione di e cura di Massimiliano Guareschi, Collana Cartografie n.8, Verona, Ombre corte, 1998, ISBN 978-88-87009-07-1.
- Seneca (Sénèque : une introduction, premessa di Lucien Jerphagnon, Tallandier, 2007), traduzione di A. Panciera, Collana Saggi n.490, Bologna, Il Mulino, 1999, ISBN 978-88-15-05232-2.
- Paul Veyne-François Lissarrague-Françoise Frontisi-Ducroux, I misteri del gineceo, Collana Storia e Società, Roma-Bari, Laterza, 2000, ISBN 978-88-420-6135-9.
- Sexe et pouvoir à Rome, Premessa di Lucien Jerphagnon, Tallandier, Paris 2005. [raccolta di articoli]
- L'impero greco-romano. Le radici del mondo globale (L'Empire gréco-romain, 2005), traduzione di S. Bellingeri, Collana Storica, Milano, Rizzoli, 2007, ISBN 978-88-17-01961-3. [raccolta di articoli]
- René Char, con Laurent Greilsamer, Ministère des Affaires Étrangères, Paris, 2007.
- Quando l'Europa è diventata cristiana (312-394). Costantino, la conversione, l'Impero [Quand notre monde est devenu chrétien (312-394), 2007], traduzione di E. Lana, Collezione Storica, Milano, Garzanti, 2008, ISBN 978-88-11-60078-7.
- Mon musée imaginaire, ou les chefs-d'œuvre de la peinture italienne, Albin Michel, Parigi 2010.
- Foucault. Il pensiero e l'uomo (Michel Foucault : sa pensée, sa personne, 2008), traduzione di L. Xella, Collana Saggi, Milano, Garzanti, 2010, ISBN 978-88-11-68122-9.
- Et dans l'éternité je ne m'ennuierai pas, Albin Michel, Paris, 2014, ISBN 978-2-226-25688-1
- Palmira. Storia di un tesoro in pericolo (Palmyre. L'irremplaçable trésor, 2015), traduzione di E. Lana, Collana Saggi, Milano, Garzanti, 2016, ISBN 978-88-11-67173-2.
- I misteri di Pompei (La Villa des Mystères à Pompéi, 2016), traduzione di P. Lucca, Collana Saggi, Milano, Garzanti, 2017, ISBN 978-88-116-7372-9.
- Une insolite curiosité, Robert Laffont, Parigi, 2020.

### Traduzioni
- Christian Meier, La Politique et la grâce. Anthropologie politique de la beauté grecque, (Politik und Anmut), trad. dal tedesco, Collection « Des Travaux », Paris, Éditions du Seuil, 1987, ISBN 2-02-009768-0.
- Publio Virgilio Marone, L'Eneide, trad. dal latino, Paris, Albin Michel/Les Belles Lettres, 2016, ISBN 978-2-226-20910-8, pp. 429.